# NGC 6367
NGC 6367 (również PGC 60251) – galaktyka spiralna (S), znajdująca się w gwiazdozbiorze Herkulesa. Odkrył ją Édouard Jean-Marie Stephan 5 lipca 1880 roku.